# Ron Carter
Ron Carter (4 de Maio de 1937, Ferndale, Michigan) é um contrabaixista de jazz estadunidense. Seu som único e sua expressividade fizeram dele um músico de estúdio muito procurado — suas aparições em centenas de álbuns fizeram dele um baixista com uma extensa lista de gravações na história do jazz, ao lado de Milt Hinton e George Duvivier. Carter possui ainda um extenso trabalho com gravações de música erudita.

## Os Primeiros Tempos
Carter começou a tocar violoncelo com 10 anos de idade, mas quando sua família se mudou para Detroit, passou a ter dificuldades em virtude dos estereótipos raciais dos músicos eruditos, apesar disso, passou a tocar baixo. Carter frequentou a Cass Technical High School. Tocava na orquestra filarmônica da Eastman School of Music, tendo se graduado bacharel em 1959. Em 1961, obteve sua graduação como mestre em performance de contrabaixo, na Manhattan School of Music. Seus primeiros trabalhos como músico de Jazz foram com Jaki Byard e Chico Hamilton. Suas primeiras gravações foram acompanhando Eric Dolphy (que também fora membro do grupo de Hamilton) e Don Ellis, em 1960. Carter também trabalhou nessa época com Randy Weston, Thelonious Monk, Wes Montgomery, Bobby Timmons, Cannonball Adderley e Art Farmer. Além de contrabaixista, Carter é um violoncelsita aclamado. Já tocou violoncelo em diversas gravações, notavelmente em sua primeira aparição como leader: Where?, com Dolphy e Mal Waldron e também em outra parceria com Eric Dolphy chamada Out There, com Jaki Byard, George Duvivier, Roy Haynes e Carter no violoncelo.

## Com Miles Davis
Carter chegou à fama com o segundo grande quinteto de Miles Davis. Formado no início da década de 1960, o quinteto incluía ainda Herbie Hancock, Wayne Shorter e Tony Williams. Carter se juntou ao grupo em 1963, aparecendo no álbum Seven Steps to Heaven e no seguinte E.S.P.. Este último foi o primeiro a contar com o quinteto completo e continha três composições de Carter. Continuou o trabalho com Miles até 1968, quando foi substituído por Dave Holland. Ainda participou de algumas sessões de estúdio com Miles em 1969 e 1970. Embora na época tenha ocasionalmente tocado baixo elétrico, posteriormente deixou por completo esse instrumento, passando a dedicar-se exclusivamente ao contrabaixo acústico.

## Depois de Miles
Após deixar Miles Davis, Ron Carter foi por vários anos um mainstay da CTI Records, fazendo álbuns próprios e aparecendo em diversas gravações do selo ao lado de uma ampla gama de músicos, como Wes Montgomery, Herbie Mann, Paul Desmond, George Benson, Jim Hall, Nat Adderley, Antonio Carlos Jobim, J. J. Johnson and Kai Winding, Eumir Deodato, Esther Phillips, Freddie Hubbard, Stanley Turrentine, Kenny Burrell, Chet Baker, Herbie Hancock e outros.
Carter também tocou com Billy Cobham, Stan Getz, Coleman Hawkins, Joe Henderson, Horace Silver, Shirley Scott, Helen Merrill, Houston Person, Red Garland e vários outros grandes nomes da música como Hermeto Pascoal, além de ter gravado mais de 25 álbuns como bandleader.
Foi designado Professor Emérito do departamento de música da City College of New York, tendo ensinado lá por vinte anos. Em 2004, recebeu um doutorado honoris causa da Berklee College of Music.

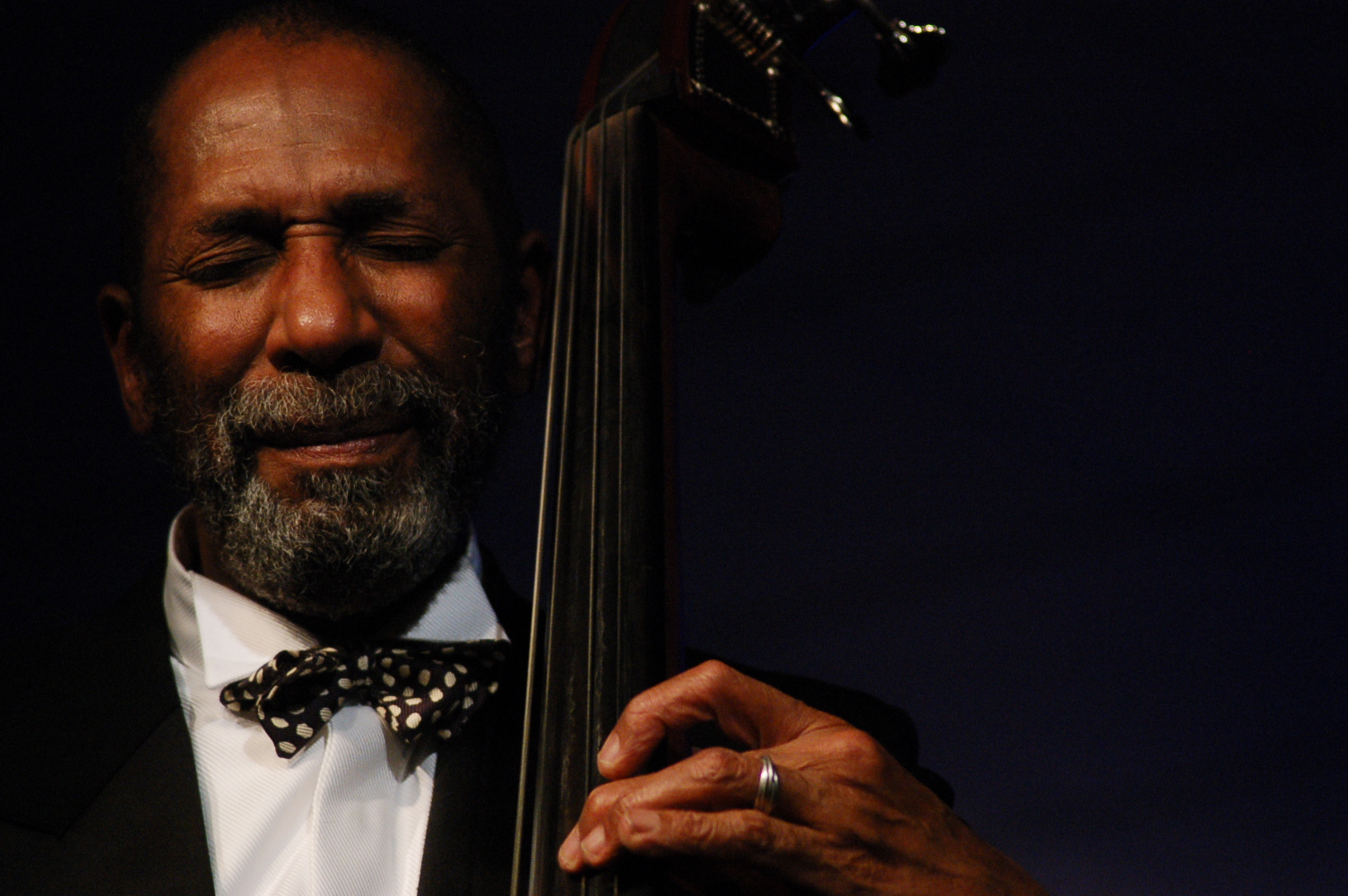
Ron Carter

## Discografia

### Como "leader"
- Yellow & Green
- Pastels
- Anything Goes
- Piccolo
- Bass and I
- Stardust
- The Golden Striker
- Orfeu
- Telepathy
- New York Slick
- Blues Farm
- Standard Bearers
- Jazz, My Romance
- When Skies Are Grey
- Friends
- Holiday In Rio
- Mr. Bow Tie
- Ron Carter Plays Bach
- Uptown Conversation
- Carnival
- So What
- Peg Leg
- Meets Bach
- Spanish Blue
- Patrao
- Parade
- Guitar & Bass
- A Song For You
- Brandenburg Concerto
- Live At The Village Vanguard
- Eight Plus

### Participações em discos de outros
- Airto Moreira - Natural Feelings (1970)
- Dom Um Romão - Hotmosphere (1976)
- Herbie Hancock - Empyrean Isles, Maiden Voyage, Speak Like A Child, V.S.O.P., Third Plane
- Joe Henderson - Power To The People
- Sam Rivers - Fuchsia Swing Song, Contours
- Eric Dolphy - Out There (1960)
- Andrew Hill - Grass Roots, Lift Every Voice, Passing Ships
- Bobby Hutcherson - Components
- Wes Montgomery - So Much Guitar (1961), Tequila, California Dreaming
- Oliver Nelson - Sound Pieces
- Miles Davis - Quiet Nights (1962), Four and More, My Funny Valentine, Live At the Plugged Nickel, Miles Smiles, ESP, Miles In the Sky, Seven Steps To Heaven, The Sorcerer, Water Babies
- Wayne Shorter - Speak No Evil (1964), The All Seeing Eye
- McCoy Tyner - The Real McCoy, Expansions, Trident, Counterpoints, Supertrios, Extensions (1970)
- Quincy Jones - Gula Matari (1970)
- Freddie Hubbard - Red Clay (1970), Empyrean Isles, First Light
- Donald Byrd - Electric Byrd (1970)
- Roberta Flack - First Take (1970), Quiet Fire (1971), Killing Me Softly (1973)
- Hermeto Pascoal - Hermeto (1971)
- Eumir Deodato - - Deodato (1972)inc.Also Sprach Zarathustra
- Billy Cobham - Spectrum (1973)
- The Wiz (Original Motion Picture Soundtrack) (1978)
- Miúcha & Tom Jobim (1979)
- Jim Hall - Alone Together (1986)
- Harry Connick, Jr. - Harry Connick Jr. (1987)
- Twin Peaks (Série de TV, segunda temporada) (1990)
- Twin Peaks: Fire Walk with Me (Trilha sonora do filme) (1993)
- Rosa Passos - Entre Amigos - com Ron Carter (2003)
- Austin Peralta - Maiden Voyage (2006)

## Filmografia
- 2003:  Ron Carter & Art Farmer: Live at Sweet Basil com Cedar Walton e Billy Higgins[1]
- 2002:  Herbie Hancock Trio: Hurricane! com Ron Carter e Billy Cobham[2]
- 2019: Miles Davis: Birth of the Cool
- 2022: Ron Carter: Finding the Right Notes[3]